# Scarlett O’Hara
Katie Scarlett O'Hara-Hamilton-Kennedy-Butler – główna bohaterka powieści Margaret Mitchell Przeminęło z wiatrem.

## „Przeminęło z wiatrem”autorstwaMargaret Mitchell

### Katie Scarlett O'Hara
(rozdziały 1−6)
Dziewczyna urodziła się w 1845 roku. Rodzicami Katie Scarlett byli Francuzka Ellen z domu Robillard (ur. 1829) oraz Irlandczyk Gerald O’Hara (ur. 1801). Ellen od zawsze była dla Scarlett autorytetem – matka była dla niej przykładem dystynkcji, dobroci oraz pobożności. Niestety, nie zaznała od niej matczynej miłości. Ellen dawała chłodne rady i pozwalała wypłakiwać się w fałdy sukni, ale tak naprawdę była zbyt zajęta, by poświęcić czas dzieciom. Może to dlatego Scarlett jako dorosła kobieta nie potrafiła spełniać obowiązków macierzyńskich należycie.
Katie miała dwie siostry Susan Elinor „Suellen” (ur. 1846) i Caroline Irene „Carreen” (ur. 1847) oraz trzech braci (ur. 1848), o imieniu Gerald O’Hara Junior, którzy zmarli w niemowlęctwie. Scarlett była uważana za najpiękniejszą dziewczynę w hrabstwie. Miała ciemne włosy, oczy w odcieniu szmaragdu i 17 cali w talii. Sama również była świadoma swojej urody i wykorzystywała ją, łamiąc serca swoich wielbicieli. Od kołyski towarzyszyła jej ciemnoskóra niania – „Mammy”, którą kochała jak matkę. Dwa lata przed rozpoczęciem akcji poznała Ashleya Wilkes. Był dystyngowanym mężczyzną z nienagannymi manierami o zniewalającym wyglądzie. Nieoczekiwanie zakochała się w nim. Była rozczarowana gdy wybrał za żonę Melanie Hamilton. Dowiedziała się o tym od braci Tarleton, Brenta i Stuarta, którzy byli jej adoratorami. Pod impulsem zazdrości, w dniu wybuchu wojny secesyjnej zgodziła się wyjść za Charlesa Hamiltona, brata Melanii.

### Katie Scarlett Hamilton
(rozdziały 7−35)
Katie Scarlett O'Hara pojęła Charlesa za męża w dniu 30 kwietnia 1861 roku. Skonsumowali związek a Charles oraz Ashley wyruszyli na wojnę, z której Charles już nie wrócił żywy. Dwa miesiące po ślubie zmarł na zapalenie płuc. W lutym 1862 roku Scarlett urodziła syna, nazwanego Wade Hamton Hamilton, od dowódcy męża. Surowe zasady wdowieństwa na ówczesnym Południu nie odpowiadały pełnej życia Scarlett i były dla 17-latki kulą u nogi. Zakazywało się najdelikatniejszego flirtu czy nawet machania chusteczką do mężczyzn. Zły humor dał się we znaki każdemu w rodzinie. Natomiast dzieckiem Scarlett zajmował się każdy, tak, ze czasem zapominała, że ma syna. W końcu Ellen umieściła Scarlett w domu Melanii i ciotki swej córki po Charlesie, Sary Jane „Pittypat” Hamilton w Atlancie. Tam, w trakcie żałoby, wywołała skandal gdyż zgodziła się zatańczyć z Rhettem Butlerem na oczach wszystkich szanowanych wdów miasta za cenę 150 dolarów w złocie na rzecz Konfederacji. Gerald miał zabrać Scarlett z miasta na polecenie Ellen, ale spotkał się z Rhettem a ten tak go upił, że przegrał w karty wszystkie pieniądze. Kazała ojcu by przekazał matce, że rozsiewają przeciw niej niegodziwe plotki i oboje zachowali swoje sekrety. Scarlett zrzuciła wdowieństwo i mogła zająć się uczestniczeniem w zabawach oraz opieką nad rannymi żołnierzami, których coraz więcej wypełniało szpitale i lazarety miasta. Bitwa pod Gettysburgiem z 1863 roku tymczasem przechyliła szalę zwycięstwa w wojnie. Odtąd zwycięska − ale blokowana przez Unię − Konfederacja zaczęła przegrywać z lepiej zaopatrzoną Unią z północy. Ashley przeżył i otrzymał nawet urlop. W tym czasie odwiedził Melanię w Atlancie, spędził z nią noc a przed wyjazdem wymógł na Scarlett by się nią zaopiekowała. W marcu 1864 roku Melania oświadczyła jej, że spodziewa się dziecka. Według informacji lokalnego lekarza, doktora Meade'a, dziecko urodziło by się pod koniec sierpnia lub na początku września. Był to cios dla Scarlett. W myślach niekiedy pragnęła by Melania zmarła przez co mogła by być żoną Ashleya, ale w tej samej chwili myśli te ją przerażały.
Tymczasem wojna zbliżyła się do granic Georgii, do Atlanty a zapasy i zasoby ludzkie blokowanej Konfederacji były już na wyczerpaniu. Ellen pisała w tym czasie do córki by wracała do Tary, ale ta w końcu została w Atlancie. „Carreen” i „Suellen” zapadły na tyfus a Ellen leczyła córki. Natomiast Jankesi penetrowali linie kolejowe i Scarlett obawiała się, że Wade i Prissy − jej przyzwoitka − dostaną się do niewoli lub zginą z ich ręki. Dopiero bitwa pod Atlantą w lipcu 1864 roku i przedwczesny poród Melanii, który to Scarlett musiała przyjąć sama z Prissy, spowodował, że uciekły z pomocą Rhetta. Ciotka „Pittypat” udała się do krewnych w Macon. Melania urodziła zdrowego chłopca, którego nazwała Beau Wilkes, ale wyczerpało ją to całkowicie. Rhett Butler zorganizował konia z powozem dla Scarlett i przeniósł Melanię na powóz. Dotychczas unikał wojny na rzecz przemytu dla Południa. Teraz porzucił je po wywiezieniu za miasto by samemu zaciągnąć się do Konfederatów. Scarlett dotarła do Tary z wielki wysiłkiem. Znalazła po drodze krowę i nietkniętą Tarę, pośród pogorzelisk spalonych plantacji sąsiadów. Na miejscu dowiedziała się, że Ellen zmarła od tyfusu przyniesionego od sąsiadki, Emmy Slattery. „Carreen” i „Suellen” były wyleczone ale osłabione. Gerald postradał zmysły a Jankesi spalili mnóstwo bel bawełny, które to O'Harowie zgromadzili jako zapasy. Tara ocalała tylko dzięki łasce jankesów a z wszystkich murzynów zostali tylko „Mammy” oraz rodzice Prissy czyli, Pork i jego żona Dilcey.   
Scarlett przysięgła sobie trzy rzeczy. Nie zazna już głodu, zdobędzie majątek nawet za cenę zabójstwa i nie będzie wspominać przeszłości. Wojna ani „Sprawa Konfederacji” nigdy jej nie interesowały. Natomiast by wyżywić rodzinę, Scarlett odnowiła dawne znajomości i sama zaczęła pracować fizycznie w polu. Inni także zostali wprzęgnięci do prac jak odbudowa płotów, łapanie zwierząt na pożywienie czy odchwaszczanie pól na przyszłoroczną bawełnę. Scarlett posunęła się nawet do morderstwa jankeskiego dezertera, którego zwłoki okradła. Pochowała go pod domem w największej tajemnicy, we współpracy z Melanią. Szwagierka użyczyła jej swej koszuli by zatrzeć ślady krwi od dziury w czaszce na podłodze. Zatuszowała odgłos huku z pistoletu Charlesa, kłamiąc innym, że to wybuch od czyszczenia rewolweru. Zyskały przez to kosztowności i wartościowe dolary Unii oraz konia, którego mogły zaprząc do pracy w polu. Gdy Tara została drugi raz splądrowana przez jankesów, Melania przybiegła z moczarów i pomogła ugasić Scarlett ogień tlący się w kuchni, wywołany przez jednego z żołnierzy.   
„Carreen” i „Suellen” wróciły do zdrowia, przez co zaczęły pracę w polu. Tymczasem kwiecień 1865 roku przyniósł kapitulację Konfederacji i spokój, ale też rzekę pokonanych żołnierzy Południa. Pośród nich był Frank Kennedy – adorator „Suellen” – oraz Will Benteen. Will był spokojnym, pracowitym żołnierzem na wojnie podczas której stracił nogę. Od tego czasu kuśtykał, gdyż źle dopasowano mu protezę. Był jednak tak spokojny i opanowany, że stał się – po okresie leczenia w Tarze – powiernikiem wszystkich mieszkańców plantacji. To on przekazał Scarlett informacje o tym, że na Tarę nałożą 300 dolarów jankeskich podatku. Zmęczona niedogodnościami, chciała nawet uciec z Ashleyem do Meksyku. Ten odtrącił ją a gdy dowiedziała się, że Jonas Wilkerson – jej były zarządca, zwolniony przez Ellen za związki z Emmą Slattery – chce kupić Tarę, powzięła plan, że zdobędzie pieniądze od Rhetta. Ten był zamknięty w areszcie za zabójstwo wyzwoleńca, jednak zauważył jej spracowane dłonie i był zły gdy nabrała go na fałszywe zaloty. Zgodził się pożyczyć jej pieniądze a Scarlett by była jego kochanką, ale do transakcji nie doszło, gdyż ukrywał on swoje finanse na zagranicznych kontach przed Jankesami. 
Scarlett wypełniła furia i w drodze do domu w Atlancie spotkała Franka Kennedy'ego. Pomimo bycia w wieku jej ojca i o zachowaniu „starej panny”, powzięła pewien plan. Irytował Scarlett, ale gdy usłyszała, że czerpie duży dochód ze sklepu wielobranżowego oraz zamierza kupić tartak w erze silnego zapotrzebowania na drewno odbudowującego się miasta, zarzuciła na niego swoje sieci. Skłamała mu, że „Suellen” poślubi ich sąsiada, Tony Fontaine'a. „Mammy” natomiast pomogła swej wychowance w jej zamierzeniach.

### Katie Scarlett Kennedy
(rozdziały 36−47)
Katie Scarlett Hamilton z domu O'Hara poślubiła Franka 14 dni później, na początku lutego 1866 roku, w wieku 21 lat. Wzajemna transakcja się udała. Fran użyczył żonie pieniędzy na zapłacenie podatku za Tarę co ocaliło plantację. Między nią a „Suellen” wybuchła zimna wojna a Scarlett z „Mammy” zamieszkały w Atlancie. Zdecydowała się jednak wynagradzać Frankowi wszystko tak by nie żałował decyzji o małżeństwie.
Po jakimś czasie, Frank domyślił się, że jego żona jest znacznie lepsza w rachunkach niż on. Gdy rozłożyła go choroba w domu, przyjechała do sklepu i zrobiła pobieżną inwentaryzację zapasów oraz dłużników. Był wściekły i sfrustrowany gdy Scarlett uzyskała u wolnego już Rhetta pożyczkę na zakup tartaku, który miał w planie i nie pozwoliła Frankowi go prowadzić.
Cztery miesiące później, w kwietniu 1866 roku, „Rekonstrukcja” trwająca w Stanach Zjednoczonych od zakończenia wojny domowej, uderzyła Scarlett z niespotykaną siłą. Tony Fointaine zabił Jonasza Wilkersona − Jankesa, który miał kiedyś chęć na zakup Tary i był nadgorliwym urzędnikiem Urzędu Do Spraw Wyzwoleńców − za to, że nie powstrzymywał Afroamerykanów gdy byli zbyt natarczywi dla białych kobiet. Ashley pomógł mu uciec do Teksasu. Scarlett oświadczyła natomiast małżonkowi, że spodziewa się dziecka. 
Od czerwca musiała by czekać w domu na rozwiązanie ciąży. Do tego czasu usiłowała jak najlepiej zabezpieczyć swoje interesy, mimo wewnętrznej nienawiści do Jankesów, nawiązała z nimi współpracę by jeszcze bardziej się bogacić. Zaczęła też ukrywać pieniądze w swoim domu na wypadek nieszczęścia. Dążenie do bogactwa stawało się jej obsesją. Jeździła po mieście powożona z „wujem Peterem”, dawnym niewolnikiem ciotki Sary Jane, silnie przywiązanym do niej. Do czasu gdy dwie Jankeski obraziły go a Scarlett powiedziała im tylko, że jest członkiem rodziny. Od tego czasu Scarlett zaczęła sama powozić bryczką. Co jakiś czas Rhett − wciąż przewijający się w jej życiu od barbecue w Dwunastu Dębach pięć lat wcześniej − towarzyszył jej od czasu do czasu w jej przejażdżkach. Dbał o nią, dawał jej dobre rady jak trzymanie broni przed wyzwolonymi Afroamerykanami oraz zmiana konia na mniej upartego. Scarlett, by ugasić te wszystkie zmartwienia, zaczęła pic koniak w ciąży. 
Na początku czerwca 1866 roku otrzymała informację, że jej ojciec, Gerald, nie żyje. Od Willa dowiedziała się jak do tego doszło z powodu Suellen. Próbowała nakłonić ojca do podpisania przysięgi lojalności Unii podczas wojny za co otrzymali by 150 000 dolarów odszkodowania. Gdy odmówił upoiła go koniakiem, ale wspomniała, że Slattery'owie też podpisali taki dokument. Gerald wykluczył „Suellen” z rodziny i na przejętym od sąsiada koniu pogalopował do Tary. Skręcił kark gdy próbował przeskoczyć przez płot na wierzchowcu.
Dodatkowo „Carreen” postanowiła wstąpić do klasztoru. Była pogrążona w żałobie od czasu śmierci Brenta Tarletona. Sam Will pokochał Tarę i dlatego chciał ożenić się z „Suellen”. Ashley miał wyjechać na północ i pracować w banku. Scarlett powzięła myśl, że powierzy mu tartak w Atlancie. 
Po pogrzebie Geralda, Ashley ugiął się pod dodatkową presją żony by przyjąć ofertę pracy w Atlancie od Scarlett. „Carreen” wstąpiła do klasztoru w Charlestonie a „Suellen” poślubiła Willa. Ashley i Melanie przenieśli się do Atlanty, bardzo blisko domu ciotki „Pittypat”. Wkrótce potem Scarlett, w listopadzie 1866 roku, urodziła córkę. Nadano jej imię Ella Lorena. Po trzech tygodniach chciała wrócić do prowadzenia swego biznesu, ale Frank i „Mammy” znaleźli jej pochowane pieniądze. Zakazali jej jeździć samej bryczką. Znalazła opiekuna w Archiem, starym konfederacie, nienawidzącym Afroamerykanów i Jankesów, który wyglądał groźnie. Ten jednak zrezygnował, gdy Scarlett zatrudniła w tartaku więźniów, wbrew opinii otoczenia. Nadal też jeździła do tartaku, wbrew ostrzeżeniom.
Beczka prochu wybuchła w grudniu 1866 roku, gdy podczas jednej z takich wizyt spotkała „Dużego Sama” - ekonoma z Tary a w drodze powrotnej, gdy miała go zabrać do Tary, została napadnięta. Doszło nawet do rozdarcia jej sukni i biustonosza przez napastników. „Duży Sam” uratował ją. Zawiózł do domu, do Franka a ten z Ashleyem, Hugh Elsing, doktorem Meade i wujem Henrym Hamiltonem zebrali się w starej plantacji obok miejsca zdarzenia i zabili napastników. Jankesi jednak podejrzewali, że coś takiego się wydarzy i wystawili wojsko. Grupę przed aresztem ocalił Rhett i lokalna kierowniczka domu publicznego, Belle Watling. Niestety Frank Kennedy zginął z przestrzeloną głową. Miasto natomiast wpadło w furię, gdyż Konfederaci wiedzieli, że nikt tak naprawdę nie był w domu Belle, ale sami Konfederaci nie mogli wyjawić prawdy.
Melanie Wilkes była bezgranicznie wdzięczna Belle, natomiast Scarlett Kennedy bezgranicznie przerażona perspektywą piekła po śmierci za to jak traktowała Franka. Było tak do czasu gdy Rhett w dniu pogrzebu oświadczył się wdowie. Zgodziła się gdy ją pocałował i przyznała, że zrobiła to też dlatego, że lubi jego i jego pieniądze. Miał to być związek dwóch łotrów.

### Katie Scarlett Butler
(rozdziały 48−63)
Zaręczyny Katie Scarlett Kennedy zd. O'Hara z Rhettem odbyły się w 1867 roku. W rok po śmierci Franka, w atmosferze wielkiego towarzyskiego skandalu. Oboje złamali wszystkie święte zasady Konfederatów, dlatego byli nieustannie na językach, zwłaszcza Indii Wilkes, siostry Ashleya. Ślub Z Rhettem nastąpił niedługo potem. Po podróży poślubnej do Nowego Orleanu, gdzie poznała szemrane towarzystwo Rhetta, które też w podejrzany sposób zdobyło majątki, oboje wrócili do Atlanty. Rhett kupił ziemię pod nowy dom a Scarlett kazała go wybudować. Zaznaczył też, że będzie ją obdarowywać prezentami ale nie da ani grosza do tartaku czy sklepu by utrzymywać Ashleya.
Scarlett urządziła dom według własnego uznania, spowity mrokiem, z orzechowymi, polerowanymi meblami i wielką ilością luster. Małżonkowie często się w nim zażarcie kłócili, aż pewnego razu w tym samym roku Scarlett oświadczyła mu z nienawiścią w oczach, że jest w ciąży, z dzieckiem, którego nie chciała. Dziewczynka urodziła się w 1869 roku i otrzymała imiona Eugenia Victoria a Melanie nadała jej pseudonim „Bonnie Blue” od flagi Konfederacji. Kiedy Scarlett poczuła się dobrze, porozmawiała z Ashleyem, sami w biurze. Ponownie doszła do wniosku, że Ashley jest o nią zazdrosny i o jej relacje z Rhettem. Przez co oświadczyła małżonkowi, że nie będzie mieć więcej dzieci. Oboje zaczęli spać w osobnych łóżkach. „Bonnie Blue”, gdy miała 2 lata, zaczęła spać w łóżeczku obok ojca i stała się jego oczkiem w głowie. Gdy Melanie wpadła na pomysł przyjęcia urodzinowego dla Ashleya, Scarlett udała się do tartaku by zatrzymać tam solenizanta. Zaczęli wspominać dawne czasy. Ona zaczęła płakać a on objął się o jej klatkę piersiową. Tę scenę zobaczyła m.in. India Wilkes i rozpowiedziała o tym w całej Atlancie. Melania nie uwierzyła w romans między jej mężem a szwagierką. India została wygnana z domu Wilkes i zamieszkała u „Pittypat”, co spowodowało rozłam w rodzinie. 
Rhett zareagował na te pogłoski. Był bardziej pijany niż Scarlett kiedykolwiek go widziała. Wrócił do domu z baru Belle Watling długo po swej małżonce. Doszło do kolejnej kłótni po której on brutalnie zabrał ją do swojej sypialni. Scarlett była tak zaskoczona jego zachowaniem, że uległa mu i do gwałtu nie doszło. Następnego ranka Rhett wyjechał z „Bonnie Blue” do matki w Charlestonie i do Nowego Orleanu. Scarlett czuła, że za nim tęskni, ale wciąż nie była pewna, czy Rhett ją kocha, mówiąc to po pijanemu. Dowiedziała się, że jest w czwartej ciąży. W końcu Rhett wrócił i Scarlett oczekiwała na niego na szczycie schodów. Oświadczyła mu, że znowu jest w ciąży, zaprzeczyła jakoby było to dziecko Ashleya. Gdy zażartował, że ma się zrelaksować, bo jest szansa, że poroni, rzuciła się na niego z pięściami. Odsunął się, przez co spadła ze schodów. 
Melanie zajęła się bratową a Rhett był śmiertelnie przerażony. Obawiał się, że zabił żonę. Był też ciekaw czy wołała go w nocy, ale Melanie zaprzeczyła. Uznał, że żona nigdy go nie kochała. W ostatniej chwili powstrzymał się przed tym by wyjawić Melanie co łączy jej małżonka z jego żoną. Scarlett udała się do Tary z Wadem i Ellą. Gdy przyjechała, zauważyła zmianę w mężu. Był trzeźwy, miły i uprzejmy. Mimo że co jakiś czas tęskniła za starym Rhettem, pogodziła się z tym. W drodze powrotnej do domu, podpuszczona przez Rhetta, zdecydowała się sprzedać tartaki Ashleyowi. Wilkes uzyskał pieniądze z niewiadomego mu źródła. Niby od starego Konfederata, któremu Ashley kiedyś pomógł. 
W 1873 roku „Bonnie Blue” miała już 4 lata i owinęła ojca wokół palca, który to pozwalał jej na wszystko. Ten skupiał swą całą uwagę na niej o co Scarlett była zazdrosna. Kupił jej nawet kucyka „Pana Butlera”, na którym ćwiczyła jazdę i skoki przez niskie przeszkody pod jego okiem. Do tragedii doszło nieoczekiwanie, gdy „Bonnie Blue” samodzielnie podniosła poprzeczkę w przeszkodzie i zamierzała pokazać rodzicom jak umie skakać. Koń jednak odmówił posłuszeństwa, przez co dziewczynka spadła z niego i skręciła kark. W taki sam sposób jak dziadek Gerald.
W mrocznych dniach i miesiącach po śmierci „Bonnie Blue”, Rhett był często pijany i rozczochrany. „Mammy” wróciła do Tary a Scarlett, choć także pogrążona w głębokiej żałobie, wydawała się trzymać. Po przedwczesnej śmierci Melanie Wilkes, z powodu drugiej ciąży, którą utraciła, Rhett postanowił, że chce jedynie stabilizacji w rodzinnym mieście Charleston. Opuścił Atlantę, by ją odnaleźć. Scarlett, która w końcu zdała sobie sprawę w dzień śmierci Melanie, że kocha tylko męża, przyznała się Rhettowi do pomyłki. Butler odparł, że zrezygnował z niej po tym, jak doznała poronienia i nie poprosiła o niego. Załamana, w pustym domu, nadal miała jednak Tarę i wiedziała, że może odzyskać Rhetta, ponieważ „jutro jest inny dzień”.

## Źródła
- Margarett Mitchell, Przeminęło z wiatrem, wydawnictwo Albatros, Warszawa 2018, przełożyła Celina Wieniewska, rozdziały 1-63, stron 1135, ISBN 978-83-7985-662-6
- Aleksandra Ripley, Scarlett tom 1, wydawnictwo Atlantis, Warszawa 1991, przełożył Robert Reszke, rozdziały 1-32, stron 311, ISBN 83-900006-8-7
- Aleksandra Ripley, Scarlett tom 2, wydawnictwo Atlantis, Warszawa 1991, przełożył Robert Reszke, rozdziały 33-89, stron 492, ISBN 83-900006-8-7